# Pitos
Pitos (grško πίθος) je ime  za starogrško veliko posodo za shranjevanje. Uporabljali so ga za skladiščenje razsutega tovora (zrnje), pa tudi tekočine. Druga ljudstva so uporabljala drugačna imena; na primer Hetiti so uporabljali izraz harsi. 
Včasih so pitose uporabljali tudi za druge namene, v nekaterih obdobjih kot keramično kad, zaradi velikosti je bil tudi priročna krsta. V srednjem heladskem obdobju so v Mikenah in na Kreti včasih vanj pokopali kosti. Starodavna iberska kultura Argar je v svoji razvojni stopnji B (1500–1300 pred našim štetjem) uporabljala pitos za krste. Pri vojskovanju so pitos napolnili z vnetljivim oljčnim oljem zaradi obrambe palače. Če je sovražnik prevrnil pitos, poln olja, se ga dotaknil z baklo, je sprožil velik požar. Večino bronastodobnih palač v Egejskem morju so verjetno požgali na tak način.
Zunanja oblika in material sta bila približno enaka: keramične posode, ki so bile približno tako visoke kot človek, so bolj ali manj stale na tleh, ob strani so bile skoraj ravne ali rahlo ukrivljene, imele so veliko odprtino na vrhu, pokrito s pokrovom, ki je bil po potrebi zaprt. Posoda je bila tako velika, da je posameznik ni mogel niti premakniti, še posebej če je bila polna. Različno število ročajev ali ušes ali njihova kombinacija je omogočala uporabo neke vrste dvigala pri dvigovanju posode.
Pitose so izdelovali, izvažali ali uvažali po celotnem Sredozemlju. Bili so daleč najbolj uporabljani v bronastodobnem palačnem gospodarstvu za shranjevanje ali prenašanje vina, oljčnega olja ali različne vrste zelenjave, za razdeljevanje ljudstvu, ki mu je služila uprava palače. Znani so postali, ko so zahodni klasični arheologi sprejeli ta izraz za posode, ki so jih izkopali v minojskih palačah na Kreti in mikenskih na celinski Grčiji.
Izraz je danes sprejet kot splošni izraz za posodo za shranjevanje pri kateri koli kulturi.  Nastala pa je težava pri razlikovanju manjših pitosov od drugih vrst lončenine. Mnogi keramiki so jih težko razlikovali. Uskladitev predklasičnih vrst keramike s klasičnimi vrstami je že dolgo problem klasične arheologije.

## Etimologija
Pitos ima dve nezdružljivi izpeljavi, klasično in mikensko. Po eni strani je bila dobro uporabljena beseda železne dobe v Grčiji, datirana že v Homerjevih delih. [6] Julius Pokorny in drugi strokovni jezikoslovci so besedo izpeljali iz praindoevropskega * bhidh-, 'posoda', kar je skadno s pravila jezikovnih sprememb. Ne glede na izvor besede je pitos nedvomno velika posoda, v katero so spravljali veliko količino blaga.
Hkrati s Pokornyjevim epskim slovarjem je bila beseda prvič dešifrirana v linearni pisavi B in različne analize so ugotovile, da si grščina in latinščina nista bili vedno podobni.
Beseda pithos se je pojavila kot 𐀤𐀵, qe-to, v zapisu iz bronaste dobe v Pilosu in Mikenah, označenih z ideogramom 203 𐃢, majhna slika je zelo podobna nekemu pitosu iz Knososa, ki pa bi se lahko prav tako dobro ujemal z manjšo lončenino. Zanimivo je, da je ni bilo mogoče najti v Knososu, glavnem nahajališču pitosov. Je pravilno prepisana kot POSODA ZA VINO v Bennettovem sistemu ob domnevi, da je bil namenjen predvsem za shranjevanje vina. V skladu s pravili rekonstrukcije mikenske grščine iz linearne pisave B je qe-to prepis besede quethos ali quhethos iz korena besede * gwhedh-, ki je podoben nekaterim indoevropskim korenom, vendar ni pomembne povezave. Ventris in Chadwick menita, da 'qe-to ni bil pitos, temveč manjša posoda, ali da je pitos je tuja izposojenka, kot so aryballos, lekythos in nekatere druge. Krečanski pitos je bil omenjen več stoletij prej kot v mikenski Grčiji; bolj ali manj so mnogi napisi s črto ali dvema v linearni pisavi A. Morda pithos izhaja iz linearne A-besede. Ventris in Chadwick ne izključujeta, da je fiscus nujno povezan s pithos, to le poudarja, da je ta izpeljava bolj zapletena, kot je veljalo do zdaj. 

## Oblikovanje

### Skladiščna oblika
Študija Johna Youngerja iz leta 2003 uporablja računalniški program "vaza" za izračun največje zmogljivosti pitosa PM I, kataloška številka ZA Zb 3. Program zahteva risanje profila na računalniškem zaslonu in vstopni parameter – Younger je uporabljal višino – kar je v tem primeru 1,7 m. "Vaza" je izračunana za 996 litrov, kar je nekoliko preveč, saj izračun temelji na zunanji velikosti. 
Pri gostoti čiste vode 1 kg na liter bi vsebina polnega pitosa tehtala približno tono. Poleg tega izbrani pitos ni med največjimi. Pri podobnih študijah o nekaterih drugih pitosih, ki jih omenjata Ventris in Chadwick, je vsebina 1430,5 litra, 1377,5 litra, 1334,7 litra in tako naprej, vsi s težo, ki presega dve toni. Suha snov bi bila veliko manj gosta, tudi pol manj gosta, s težo okoli tone, kar daleč presega zmožnost posameznika ali skupine posameznikov, da bi jo dvignili.
Glede na navedeno izhaja [10], da so bili neprenosljivi in so bili v celoti ali delno pogreznjeni v zemlji. V Knososu nekateri prazni pitosi stojijo na hodnikih, v prostoru za shranjevanje. Tako so predstavljeni. Poleg tega da so zatemnili hodnike, ni bilo dostopa do njih, razen z odra. Zato so morali biti prvotno postavljeni v jamah in skladiščih, razen morda manjši in lažje dostopni. Vprašljiva je tudi stabilnost. Le nekateri imajo stabilno sodčkasto obliko.
Če so bili veliki pitosi pogreznjeni v tla v skladiščih, kot kažejo arheološki dokazi, njihova teža in vsebina postavljajta vprašanje, kako so se tam znašli. Ravnanje s polnim pitosom, razen z napravami na tirih in žerjavih, o katerih ni dokazov, je skoraj nemogoče. Morda so bili pripeljani prazni, postavljeni v prostor, nato pa napolnjeni z manjšimi pitosi ali drugimi vedri.

### Ladijska oblika
Ravnanje z velikimi pitosi sproža tudi vprašanje pomorskega prometa. V razbitinah trgovskih ladij iz bronaste dobe niso našli pitosov. Nedavna študija o tovoru iz razbitin ladje Uluburun iz pozne bronaste dobe postavlja hipotezo o tovoru približno 20 ton, skupaj z 10 pitosi 3,5 tone ali vsak 0,35 tone, če je bil napolnjen s tekočino približno gostote vode.  Pitosi niso bili glavni tovor, bilo je tudi 10 ton bakrenih ingotov. Pitosi so bili razmeroma lahki, skupna masa 2,7 tone. Ni bila v vseh tekočina; v nekaterih zabojih je bila fina lončenina. Našli so ostanke pokrovov.
Lastna teža je bila ugotovljena za vse, razen za dva pitosa. Pitos KW 255 bi lahko imel prostornino 293 l, lastno težo po 120,25 kg. Najmanjša  teža, 250 kW , je bila 43 kg. Ob domnevi, da velja neposredno razmerje med zmogljivostjo in težo praznega, je najmanjša zmogljivost približno 105 litrov. Ti približni podatki iz razbitin kažejo, da so pitose dejansko prevažali, ampak samo veliko manjše. Pitos iz Uluburuna bi bil še vedno bil pretežek za premikanje, če je bil poln tekočine. Skupaj s težo posode bi lahko bila teža 150 do 420 kg. Morali so imeti opremo za vleko na ladjo in spuščanje v skladišče.
Razbitina majhne tovorne ladje Sheytan Deresi (Hudičev potok) iz srednje bronaste dobe na jugozahodni obali Turčije je prav tako nosila pitose, tri z jermeni in štiri brez ročajev, jajčastokonične oblike.  Glavni tovor je bil druga keramika. Vsebina pitosov ni znana. Ročaji sta dve vzporedni zanki na obeh straneh ustja, ki štrlita rahlo nad njim. Posode so zdaj v Muzeju podvodne arheologije v Bodrumu.
Velikosti večine pitosov so približno enake. Eden je visok 0,9 m,  višina telesa je 0,84 m. Oblike so v grobem podobne velikemu pitosu iz Knososa z manjšim ustjem glede na telo. Višine so približno 50 % višine knosoškega.
Odvisnost zmogljivosti glede na višino je približno navedel Heron, inženir iz 1. stoletja s številnimi formulami, ki se imenujejo Heronove formule. Keramične lončke je razdelil v sferoide in pitoide, vse večje pa pozneje tipiziral, kar je omenjeno v Arhimedovih spisih. Prostornina pitoida, ki je lahko pitos ali amfora, je odvisna, trdi, od 11/14 produkta višine in števila, ki je kvadrat povprečja najmanjšega in največjega premera.
Nekaj je polemik o tem, kakšen geometrijski lik predstavlja ta formula. V rokopisu je kvadrat povprečja najmanjšega in največjega premera. Vodolazhskaya opozarja, da formula velja za prisekan paraboloid, če je uporabljeno povprečje kvadratov. Meni, da je bil rokopis poškodovan. 
Po kateri koli različici Heronove formule bi sprememba višine imela za posledico spremembo v prostornini, ki temelji na kubičnem odstotku spremembe višine, če se višina in premer spreminjata sorazmerno; če se premer podvoji, ko se podvoji višina, bi tako dobljena prostornina morala biti 8-kratna prejšnja prostornina.

### Teža in mere
Vse stare civilizacije so imele standarde za težo in mere, ki so se v glavnem uporabljali pri razpošiljanju blaga. Tako kot danes so bili standardi določeni z zakonom. Uveljavljanje je bila naloga vlade. Keramika kot posoda za razpošiljanje blaga je bila zasnovana za načrtovane zmogljivosti za posebne namene, kar je razlog, da je keramika uporabna v arheologiji kot kazalnik obdobja in je z njo mogoče zaznati vse standardne vrste.
Vse bronastodobne evidence blaga se nanašajo na vrsto, zmogljivost in vsebino keramičnih posod za skladiščenje in ladijski promet. Ventris in Chadwick sta posvetila mnogo dokumentov mikenske Grčije merljivim meram. Oba in tudi drugi so bili sposobni opredeliti mikensko grško suho enoto 96 litrov in mokro enoto 36 litrov. Younger je testiral hipotezo, da je v celotnem vzhodnem Sredozemlju prevladoval enoten standard, a odgovor je nikalen, čeprav so si bile vrste keramike precej podobne.

## Okrasje
Pitosi, namenjeni za morski prevoz, na splošno niso bili okrašeni. Shranjeni so bili v skladišču.
Shranjevanje pitosov si lahko ogledamo v stanovanjskih in upravnih zgradbah. Vrat in ramena so večinoma okrašena, kar je v skladu z delno poglobljeno namestitvijo. Vsi veliki pitosi kažejo obodne pasove debelejše gline, ki krepi sklepe, kjer so odseki pitosa tanjši in spojeni. 
Naraščajoča zasnova trakov se je širila po zgornjem delu trupa, ponavljala se je po obodu, najprej zarezana ali žigosana, potem zavita z valju podobnim vzorcem okoli trupa, medtem ko je bila glina še sveža.  Pogosti so spirale, meandri in valovi. Valovi v reliefu dajejo videz mlahave vrvi. Več vlečnih zank in ročaji kažejo, da je bila pri dviganju teža porazdeljena. Vrvi so se lahko uporabljale v okras kot impresiven vzorec. Vrvi, podobne valovom, so bile ne glede na morebitno lončarsko namero imenovane vrvni vzorec ali vrvni okras. Pomen je dvoumen, ali je bila vrv potrebna za njihov odtis ali pa je le posnemala vrv.
Če je bil pitos dovolj majhen, da je stal na vidnem kraju, so bili trakovi nadalje razdeljeni v večbarvne geometrijske vzorce, kot so šahovnice, cikcakasta črta, barvane plošče ali pasovi, pogosto v reliefu. Ti prizori niso v ničemer manjši kakor pri drugih poslikanih posodah, obsežnejše površine so dovoljevale več podrobnosti.